# 中岡創一
中岡 創一（なかおか そういち、1977年〈昭和52年〉12月8日 - ）は、日本のお笑い芸人、俳優。お笑いコンビロッチのボケ・小道具担当。相方はコカドケンタロウ。ワタナベエンターテインメント所属。身長162cm。愛称は「創ちゃん」または「キング」。

## 経歴
愛知県の半田病院で生まれ、幼少期を美浜町で過ごした。小学校入学時に奈良県の橿原市に移った。
橿原市立真菅小学校、橿原市立大成中学校、大谷高等学校を卒業した。
同高校3年生在学中に、大阪NSC16期生として入学した。
当初、見藤恭太郎、藤枝孝友とともに「3児」というお笑いトリオを組んでいた。
しかし、20歳を越えて初めて出来た彼女と結婚したいと考えた事や、後輩のキングコングの姿を見て「売れるとはああいうことか。自分なんか無理や」と諦めて22歳のときに芸人を引退した。
父親のコネにより、5年にわたって愛知県豊田市の自動車部品工場であるサンコール広瀬工場に勤務した。この勤務時代についてはのち、「工場へ行こう3」でもエピソードを披露した。やがて結婚資金を貯め、28歳の時に彼女にプロポーズしたが、「結婚には興味がない」と言われフラれてしまった。また、中岡によるとこの女性は、1年半後に別の男性と入籍したという。
2005年、上述の別離の2週間後、NSC時代の先輩で現在の相方であるコカドケンタロウから、コカドの当時の相方が失踪したと連絡があり、失意の2人は他の知人も誘って沖縄旅行に出かけた。その旅行は中岡にとっては非常に楽しいものであった。さらにコカドに新しい相方になってほしいと誘われたため、芸人に復帰した。なお、引退期間も芸歴は加算されている。
中岡の父親はマルナカ技研という金属加工の会社の社長であり、ゴムメタルと言う金属を使用したメガネフレームなどを開発している。家庭では非常に厳格な性格であったが、ある日、中岡が地元のキャバクラに行くと「あのスケベな中岡さんの息子さん！？」と言われたという。
2022年3月17日、『世界の果てまでイッテQ！』の鹿児島県でのロケ撮影中に転倒し負傷。右足関節外踝骨折で全治2か月と診断された。
2025年7月4日、『世界の果てまでイッテQ！』のベトナムでのロケ撮影中、お尻を強打し負傷。第2腰椎圧迫骨折疑いと診断された。全治は数か月の見込み。

## 人物
メガネと、肩まで伸びる髪が大きな特徴。
橿原市立大成中学校と大谷高等学校でフィールドホッケーをプレーしており、中岡曰く「日本代表を目指していた」という。
出川哲朗とは公私ともに交流が深く、2人で錦織圭の試合を観戦したこともある。
鈴木拓（ドランクドラゴン）を芸人として尊敬していると公言している。
ある時まで血液型はB型だと思い込んでいたが、野球の試合で怪我をした際に血液検査をしたらO型と判明した。
『うわっ!ダマされた大賞』（日本テレビ）でドッキリを仕掛けられた際に、他者と一線を画す風格ある反応であったため「キング」という称号が付けられた。
2016年より橿原市観光大使。
2020年2月より、日本ホッケー協会の公認ホッケーアンバサダーを務める。またYouTubeのスポニチチャンネル「ロッチ・中岡創一のホッケー講座 - YouTubeプレイリスト」ではルールや楽しみ方を紹介している。
愛車はいすゞ・117クーペ。ある日信号待ちで並んだ117クーペに惹かれて購入を決意。それまで乗っていたホンダ・フィット（2代目のマイナーチェンジ後のモデル）はサンシャイン池崎に譲渡した。
大のフレンチブルドッグ好きとして知られる。ロケが多いという理由で実際には飼っておらず、インスタでフレンチブルドッグのアカウントばかりフォローしている。2024年のフレンチブルドッグLIVEではロッチとして総合司会を務めた。
2024年5月、結婚したことを報告した。

## 出演

### バラエティ
- 世界の果てまでイッテQ!（日本テレビ） - レギュラー。「QTube」と「イッテQ！遠泳部」のコーナーを受け持っている。
- うわっ!ダマされた大賞（日本テレビ） - キング中岡
- ネプリーグ（フジテレビ）
  - 2009年4月13日 若手芸人チーム
  - 2021年8月30日 彼女はキレイだったチーム
  - 2021年10月25日 売れっ子芸人チーム
  - 2021年11月1日 なにわ芸人チーム
  - 2022年5月2日 ワタナベエンターテイメントチーム
  - 2023年6月12日 売れっ子芸人チーム
  - 2024年4月8日 芸人チーム
  - 2024年11月11日 ワタナベエンターテイメントチーム
- 七人のコント侍（2015年4月 - 5月、NHK BSプレミアム）
- 有吉の壁（2015年8月3日・12月28日・2016年3月28日・7月3日・12月24日・2017年4月16日・6月24日・12月29日・2018年9月23日・2019年1月2日・10月2日・2020年1月5日・8月26日・9月16日・12月9日・30日・2021年1月20日・3月17日・5月12日・8月22日、日本テレビ）
- NHK高校講座「体を動かすTV」（2017年度、NHK教育テレビジョン）
- 関口宏の東京フレンドパーク2017 7月のドラマ大集合SP!!（TBSテレビ）
- 東野アタック（2017年10月22日、フジテレビ）[22]
- テレ東がコント作っちゃいました〜ふ～ん、それがどうした！〜（2017年12月28日、テレビ東京）
- ちょっと福岡行ってきました!（2018年 - 、TVQ九州放送）- 旅人（不定期出演）
- 関西“愛”認定バラエティー ちゃうんちゃう？（2021年2月18日、NHK大阪放送局）
- 突然ですが占ってもいいですか?（2021年10月27日、フジテレビ）
- えぇトコ 秋本番！アクセス抜群の行楽地 〜奈良 生駒市〜（NHK、2024年10月24日）ゲスト

### テレビドラマ
- ブザー・ビート〜崖っぷちのヒーロー〜第4話（2009年8月3日、フジテレビ） - 十文字アキラ 役
- グーグーだって猫である 第2話（2014年10月25日、WOWOW） - 立花勝久 役[23]
- ハロー張りネズミ（2017年7月14日 - 9月15日、TBSテレビ） - スナック「輝（キララ）」のマスター 役[24]
- おしゃ家ソムリエおしゃ子!2 第7話（2021年11月20日、テレビ東京）[25]

### 劇場アニメ
- 映画ドラえもん のび太の月面探査記（2019年3月1日公開、東宝） - キャンサー 役[26]

### Web
- ニンテンドー みんなのチャレンジ（2022年10月9日 - 2024年10月10日、任天堂公式YouTubeチャンネル）
- もうひとつのクレヨンしんちゃん やかんの家族だゾ！第6話「お久しぶりの春日部だゾ！」篇（2025年6月25日 - 、「やかんの麦茶」公式Instagram / コカ・コーラ公式YouTubeチャンネル）[27]

### CM
- 住友生命「海外旅行で1UP」（2017年） - 瑛太と共演。
- ダイハツ工業「ムーヴキャンバス」（2017年12月 - ） - 高畑充希と共演
- 大塚食品「ビタミン炭酸 MATCH」（2019年4月 - ） - 平野紫耀（King & Prince）と共演

### PV
- mihimaru GT『SAY YES 〜102回目のプロポーズ〜』[28]